# He Got Game
He Got Game è un film del 1998, scritto e diretto da Spike Lee.
Il film presenta molti camei di veri cestisti professionisti statunitensi, tra cui Michael Jordan e Shaquille O'Neal.
Fu presentato fuori concorso alla Mostra di Venezia.

## Trama
Primavera, 1998. Jake Shuttlesworth è rinchiuso da più di sei anni nel carcere di Attica, presso New York, per scontare una condanna di venti anni di reclusione per l'omicidio preterintenzionale della moglie. Fuori dal carcere, suo figlio diciottenne Jesus è considerato la promessa più grande del basket liceale e le più prestigiose università degli Stati Uniti d'America sono disposte a tutto pur di averlo nelle loro squadre a partire dalla stagione successiva. Jesus, che con la squadra del suo liceo ha vinto da poco il campionato statale, non ha ancora compiuto la scelta e manca solo una settimana allo scadere dei termini. Per questo motivo, Jake viene convocato dal direttore del carcere che gli propone, da parte del governatore dello Stato di New York, una forte riduzione di pena se riuscirà a convincere suo figlio ad iscriversi all'Università di Big State, della quale il governatore è accesissimo sostenitore.
Per permettere l'incontro tra padre e figlio, Jake viene costretto a mangiare del cibo avariato ed allontanato in segreto dal carcere per motivi di salute. A questo punto, Jake ha una settimana di tempo per convincere il figlio Jesus ad iscriversi all'Università di Big State; a vegliare su Jake ci sono gli agenti Crudup e Spivey.
Jake incontra subito sua figlia Mary, che va alle scuole medie ed è molto felice di rivederlo. Molto diversa è la reazione di Jesus, che rifiuta di ospitare suo padre, lo tratta con astio e diffidenza e non accetta di parlargli.
Jake così si reca in un albergo a Coney Island, dove viveva con la famiglia e dove sono cresciuti i figli, un quartiere problematico di Brooklyn in cui una delle attività più diffuse è la pallacanestro da strada e i giovani passano ore sui playground. Qui conosce Dakota Burns, una prostituta, continuamente picchiata dal suo protettore, Sweetness. Jake si innamora presto della donna e farà quel che può per farla uscire dalla sua drammatica situazione.
Nel frattempo, Jesus vive una settimana molto difficile. Il ragazzo è infatti pressato da quasi tutte le persone che gli sono vicine, tra cui gli zii con cui è cresciuto dopo la morte della madre e la condanna del padre, il suo allenatore e anche la fidanzata Lala, che arriva addirittura ad accettare denaro per esercitare la sua influenza sul ragazzo. Riceve la visita di controversi procuratori sportivi che lo spingono a entrare direttamente nella NBA e di università che lo portano a visitare il loro campus per invogliarlo nella fatidica scelta. Jesus resta nell'indecisione: ha la sorella minore a cui badare, vive in un quartiere povero e diventare subito un giocatore professionista gli risolverebbe subito i problemi economici, privandolo però della possibilità di avere un'istruzione universitaria e con il rischio di venire circondato di parassiti e di cadere nei mille pericoli dello sport professionistico. Tutti sentono l'odore dei soldi che Jesus guadagnerà: la situazione lo disgusta non poco e continua a chiudersi in se stesso, rimandando la decisione alla conferenza stampa dell'ultimo momento.
Jake cerca invano di stabilire un dialogo con il figlio, raccontandogli tra le varie cose anche il perché del suo particolare nome: Jesus in onore del suo idolo "Black Jesus", come era chiamato il cestista Earl Monroe, campione NBA con i New York Knicks nel 1973 e in passato stella dei Baltimore Bullets. L'ultima sera prima del termine della settimana di semilibertà, confessa finalmente al figlio il motivo per cui è uscito di prigione, e lo sfida a basket in un duello uno-contro-uno per costringerlo a scegliere l'Università di Big State: se vince il padre, Jesus si iscriverà a Big State; se vince il figlio, farà quello che meglio crede. Durante la prova, nel playground vicino a casa, padre e figlio si confesseranno i loro più reconditi segreti, instaurando finalmente un dialogo per anni assente. La sfida viene facilmente vinta da Jesus, che davanti a Crudup e Spivey, sopraggiunti per riportarlo al carcere di Attica, getta davanti al padre le carte della sua iscrizione a Big State.
Tuttavia, commosso dalla sincerità e dall'affetto che il padre prova per lui nonostante i suoi rifiuti, Jesus accetta comunque di iscriversi a Big State e lo comunica ufficialmente durante la conferenza stampa al suo liceo, mentre Jake, ora tornato in carcere, riesce finalmente ad avere un dialogo con il figlio. Ma in conclusione il direttore del carcere si rimangia la parola negando l'abbreviazione della pena, poiché Jake non è effettivamente riuscito a far firmare le carte a Jesus, vanificandone il suo sacrificio.
Jake rimane quindi in carcere, contento però di aver riallacciato i rapporti con il figlio. Mentre gioca a basket nel campo del penitenziario, lancia la palla oltre il muro, che va a finire magicamente nel campo della Big State dove Jesus si sta allenando. Jesus prende la palla in mano, vedendola come un segno di speranza da parte del padre.

## Produzione
Spike Lee sognava di realizzare un film sullo sport da dieci anni. Rimandato continuamente il suo progetto su Jackie Robinson, il primo giocatore professionista afroamericano di baseball, Lee decise di scrivere una storia sul basket, sport da lui molto amato. Il copione fu intitolato He Got Game, un'espressione con la quale i tifosi di Brooklyn descrivono un giocatore di talento.
Nello scrivere la storia, Lee cercò di distanziarsi dagli altri film sullo sport, ispirandosi piuttosto a Toro scatenato, diretto da Martin Scorsese nel 1980. L'intenzione di Lee era di mettere in luce l'ipocrisia della NCAA e lo sfruttamento degli studenti atleti. «A questi giovani afroamericani offrono una macchina, soldi, qualche gioiello e l'esca di qualche figa bianca. Se sei il più grande giocatore di tutti i licei della nazione puoi star sicuro che arriveranno a sventolarti qualche paio di mutandine sotto il naso», dichiarò il regista.
Il film fu co-prodotto dalla Touchstone Pictures, una società del gruppo Disney.

### Cast
Spike Lee mandò il copione a Denzel Washington, senza avere la certezza che l'attore accettasse il ruolo di Jake, poiché nella sua carriera non aveva ancora interpretato un ruolo simile. Washington, invece, accettò subito.
Per il ruolo di Jesus, Spike Lee voleva un vero cestista per dare un elemento di autenticità al film. Organizzò così dei provini dedicati a giovani atleti professionisti, avvertendoli che se avessero accettato la parte avrebbero dovuto provare per otto settimane prima delle riprese. Furono in pochi ad accettare, fino a quando arrivò Ray Allen, allora giocatore del Milwaukee Bucks. L'insegnante di recitazione Susan Batson, consulente di Spike Lee, non era convinta dell'idea di Lee, e anche Denzel Washington ebbe dei dubbi, ma alla fine contò il volere del regista.
Trovato il protagonista maschile, Lee cercò l'attrice che doveva interpretare la parte di Lala Bonilla, la fidanzata di Jesus. Rosario Dawson aveva interpretato il film scandalo Kids, e al momento del suo ingaggio per il film aveva compiuto 18 anni. «Ero terrorizzata all'idea di lavorare con Spike Lee. Avevo sentito dei suoi problemi con le attrici, ed ero piuttosto curiosa. Ma alla fine quello che ha fatto è stato spingermi sempre a dare il meglio», asserì l'attrice.
Per il ruolo della prostituta Dakota Burns, venne scelta l'attrice, modella e cantante Milla Jovovich, reduce dal successo de Il quinto elemento.
Il ruolo di Mary, la sorella undicenne di Jesus, fu interpretato da Zelda Harris, che era stata la bambina protagonista di Crooklyn, diretto da Lee nel 1994.
John Turturro appare in un cameo, nei panni di Billy Sunday, uno degli allenatori che cercano di convincere Jesus ad accettare la proposta del loro college.

### Riprese
Il budget del film ammontava a 25 milioni di dollari. Le riprese furono effettuate nella parte meridionale di Brooklyn, nell'isola di Coney Island. La troupe si impadronì così di un intero isolato, come già accaduto per Fa' la cosa giusta e Crooklyn.
La direzione della fotografia fu affidata a Malik Hassan Sayeed, che aveva già fotografato i precedenti film di Spike Lee, Clockers e Girl 6 - Sesso in linea. Anche per questo film, Sayeed e Lee utilizzarono una pellicola invertibile per realizzare le sequenze dei flashback, che mostrano la famiglia di Jesus prima della tragica morte della madre.
Per la scena della sfida finale a basket tra Jesus e il padre, Lee disse: «Volevamo evidenziare l'aspetto poetico del basket, la bellezza dei movimenti. Far vedere i giocatori che danzano, proprio come in un balletto. E così l'abbiamo girata». Ray Allen all'inizio era intimidito da Denzel Washington, ma la scena della sfida fu girata per ultima, quando Allen aveva ormai superato ogni timore reverenziale. Nel copione, la scena era descritta come una sfida senza storia: Jesus doveva battere nettamente il padre. Quando invece iniziarono le riprese della scena, Washington iniziò a infilare qualche tiro fortunato, e Allen cominciò ad irritarsi. «Denzel ha detto: 'Senti, io so che nel copione c'è scritto che devo perdere quindici a zero, ma si fotta il copione, non ho nessuna intenzione di renderti la vita facile'. Io ho guardato Ray e gli ho detto: 'Tu gioca e basta'», disse il regista. La Batson assistette alle riprese della scena, e rimase sbalordita: «Sono andata da Allen e gli ho detto: 'Devo insegnarti anche a giocare a basket adesso? Che ti è preso?' e lui: 'Susan, non è colpa mia. Il fatto è che Denzel gioca davvero bene: he got game!'», disse Allen all'insegnante.

## Accoglienza

### Incassi
Il film uscì nelle sale cinematografiche statunitensi il 1º maggio 1998, incassando 21567853 $, piazzandosi in testa alle classifiche degli incassi, cosa che non accadeva a Spike Lee dai tempi di Malcolm X.

### Critica
Il film fu accolto da recensioni nel complesso positive. Il The New Yorker scrisse: «Il film è girato in modo magistrale e sull'aria delle maestose composizioni di Aaron Copland alcune immagini prendono davvero il volo». Stanley Crouch scrisse: «He Got Game è un grande film».
Fra le critiche negative ci fu quella di Variety, che scrisse: «È un film vibrante, pieno di colore, ma un po' sentimentale. Probabilmente è il film più mainstream del regista».
Il film non piacque alle donne afroamericane, per via della scena di sesso tra Denzel Washington e Milla Jovovich. Spike Lee non sembrò interessato a questo aspetto: «Non c'è niente di strano: un uomo esce dal carcere e la sua vicina di casa è una prostituta. Niente di più ovvio», commentò il regista.

## Colonna sonora
La colonna sonora del film accosta brani di Aaron Copland a quelli dei Public Enemy. «Pensavo che abbinare Copland ai Public Enemy avrebbe creato una combinazione vincente, e ha funzionato. Gli eredi di Copland mi hanno dato carta bianca, avevo a disposizione tutte le sue incisioni e ho potuto scegliere il materiale che mi piaceva di più. Quanto ai Public Enemy, il loro lavoro per Fa' la cosa giusta è stato fantastico, quindi tornare a collaborare con loro è stato magnifico», disse Spike Lee.
La colonna sonora contiene i seguenti brani, tutti realizzati dai Public Enemy:
1. Resurrection
2. He Got Game
3. Unstoppable
4. Shake Your Booty
5. Is Your God A Dog
6. House Of The Rising Son
7. Revelation 33 1/3 Revolutions
8. Game Face
9. Politics Of The Sneaker Pimps
10. What You Need Is Jesus
11. Super Agent
12. Go Cat Go
13. Sudden Death (Interlude)